# Jatikalang (Krian)
Jatikalang is een bestuurslaag in het regentschap Sidoarjo van de provincie Oost-Java, Indonesië. Jatikalang telt 5232 inwoners (volkstelling 2010).